# Авилов, Виктор Иванович
Ви́ктор Ива́нович Ави́лов (1 мая 1900, дер. Павловка, Саратовская губерния —  24 апреля 1997) — советский дипломат. Чрезвычайный и полномочный посол.

## Биография
Член ВКП(б) с 1940 года. Окончил 3 курса педагогического факультета Саратовского университета (1930) и Высшую дипломатическую школу НКИД (1944).
- В 1945—1948 годах — сотрудник центрального аппарата НКИД СССР.
- В 1948—1952 годах— первый секретарь, советник посольства СССР во Франции.
- С 24 января 1953 по 9 октября 1958 года — чрезвычайный и полномочный посол СССР в Бельгии[1].
- С 24 января 1953 по 16 мая 1956 года — чрезвычайный и полномочный посланник СССР в Люксембурге по совместительству[2].
- В 1958—1960 годах — заместитель заведующего Отделом печати МИД СССР.
- С 16 июня 1960 по 30 июня 1965 года — чрезвычайный и полномочный посол СССР в Австрии[3].
- В 1970—1975 годах — старший преподаватель Дипломатической академии МИД СССР.

Похоронен на Перхушковском кладбище Одинцовского района Московской области.